# Pitsane Siding
Pitsane Siding is een dorp in het district Southern in Botswana. De plaats telt 3654 inwoners (2011).